# L'últim encàrrec
L'últim encàrrec (títol original en anglès, The Pickup) és una pel·lícula d'acció còmica estatunidenca del 2025 produïda i dirigida per Tim Story i escrita per Matt Mider i Kevin Burrows. La pel·lícula és protagonitzada per Eddie Murphy, Pete Davidson, Eva Longoria i Keke Palmer. Amazon MGM Studios va estrenar-la a través d'Amazon Prime Video el 6 d'agost de 2025. S'ha subtitulat al català.
El rodatge principal va començar a Atlanta l'abril de 2024. El 20 d'abril, durant el rodatge de la segona unitat d'una escena d'acció, va tenir lloc un xoc entre un camió blindat i un cotxe, cosa que va provocar que bolquessin ambdós vehicles i que diversos membres de la tripulació quedessin ferits.